# 淀川寛平マラソン
淀川寛平マラソン（よどがわ かんぺい マラソン、英語: Yodogawa Kanpei Marathon）は、間寛平（吉本興業所属のお笑い芸人）が発起人を務める産経新聞社・吉本興業主催のチャリティーマラソン大会。東日本大震災（2011年3月11日発災）被災地の復興支援を主な目的に、フジパンの特別協賛で、2013年から基本として年に1回開催されている。
例年は、淀川河川公園（大阪府枚方市と大阪市旭区にまたがる国営公園）内の特設コースを使用。1万人以上の市民ランナーに加えて、ホスト役の寛平をはじめ、吉本興業所属の芸人やタレントも多数参加している。ただし、日本国内で新型コロナウイルスへの感染が拡大している2020年には中止。2021年には、同様の事情から、「オンラインマラソン大会」（インターネットを介したランニングイベント）へ移行していた。

## 沿革
2008年からの3年間にわたるアースマラソンで（ヨットによる海上の横断をはさんで）地球一周を達成するなど、「芸能界屈指のマラソンランナー」として知られる寛平は、東日本大震災の発災翌年（2012年8月）に、被災者を激励する目的で「RUN FORWARD KANPEI みちのくマラソン」を初めて開催。被害が特に大きかった岩手・宮城・福島の3県を自ら走破した。同年9月24日には、自身の活動・生活拠点がある西日本で被災地への復興支援を幅広く訴えるべく、家族で参加できるマラソン大会を淀川河川公園内で開催することを発表。淀川の環境を保全することも視野に入れながら、2013年2月4日に第1回大会の開催へ漕ぎ着けた。ちなみに、「みちのくマラソン」は同年以降も、当大会と並行しながら毎年開催されている。
第1回大会は、「男子フルマラソンの部」「女子フルマラソンの部」「男子10km部」「女子10kmの部」「ファミリー3kmの部」（いずれも男女混合レース）で構成。吉本興業所属の芸人・タレント（約100人）をはじめ、約1万3000人ものランナーが参加した。寛平自身も「男子10kmの部」に参加すると、およそ50分で完走（優勝は猫ひろし）。大会の終了後には、「みんなが頑張ってくれたので、最高のマラソン大会だった」と語った。
東日本大震災被災地への復興支援と淀川の環境保全を開催の主眼に置いているため、ランナーからの参加料や、会場内・公式サイトで販売されるチャリティーグッズの売上金から一部を「チャリティー基金」として産経新聞厚生文化事業団と日本財団に寄付。2017年の第5回記念大会からは熊本地震（2016年4月に発災）、2019年の第7回大会からは大阪府北部地震・西日本豪雨（いずれも2018年に発生）で被災した地域の復興も支援。第7回大会は、北海道胆振東部地震（2018年9月6日発生）被災地の復興支援も兼ねていた。さらに、淀川河川公園の管理事務所にも、第1回大会から寄付金を贈呈。2017年には、この寄付金が一部エリア（枚方地区内）の花壇の整備に充てられた。
大会の当日には、飲食物・チャリティーグッズなどを販売するブース（たむらけんじが経営する「炭火焼肉たむら」のブースなど）やイベントステージ（大会での呼称は「メインステージ」）を淀川河川公園内に設営。「メインステージ」では、スタート前の準備体操、トークショー、出場芸人やゲストアーティストによるライブパフォーマンス、部門別の表彰式など、多岐にわたって使われている。第5回記念大会では、ファンキー加藤（元FUNKY MONKEY BABYS）がたむらからのオファーをきっかけに、大会のテーマソング「前へ～My Way～」を提供。2018年の第6回大会からは、「男子10kmの部」を完走した後に、ステージ企画の一環で「スペシャルライブ」に臨んでいる。また、この大会から、大会の前日に「寛平ウォーク」（寛平・芸人・一般参加者が淀川の河川敷を約12kmにわたって歩くプレイベント）を併催している。
さらに、第5回記念大会から、フルマラソンのコース（総距離42,195km）を5区間に分けた「駅伝の部」を新設。第6回大会から6区間制に変更したほか、2019年の第7回大会からは、6区間制のまま総距離を36kmに延長している。その一方で、第6回大会のみ、フルマラソンを男女とも「一般の部」と「タレントの部」に分けていた。
ちなみに第7回大会では、大会の前日（3月3日）が桃の節句に当たることにちなんで、「女子マラソンの部」で寛平によるランナーの招待企画を特別に実施。寛平が招待希望者の参加料を全額負担することを前提に、希望者から抽選で10人を無料で招待したほか、落選者全員にも参加料を20%割り引く措置を講じた。また、大会の当日には、『ランニングエンターテインメント　サブ4!!』（BS日テレ）のロケを会場内で実施。永井大監督の下で練習を積んできた高橋ユウと元井美貴が「女子フルマラソン・タレントの部」、浜口順子が「女子10kmの部」に参加した。
2020年・2021年には開催を見合わせていたが、2022年に「第10回記念大会」として3年振りに再開。再開に際しては、開催の時期を12月第1週の土・日曜日（2022年には3日・4日）へ変更するとともに、大会の目的に「新型コロナウイルス感染症対策事業の支援」を加えている。

## 概要

### コース
大会のコンセプトとして「豊かな自然と水の恵みにあふれるエリア」の魅力を「最大限に感じていただけるよう」、走行コースを淀川の左岸に設定している。

### 参加資格
「第10回記念大会」（2022年）時点での開催要項を基に記載。
- 「男子ハーフマラソンの部」「女子ハーフマラソンの部」：18歳以上で2時間30分以内の完走が可能
- 「男子10kmの部」「女子10kmの部」：16歳以上で1時間30分以内の完走が可能
- 「5kmの部」「ペア5kmの部」：小学生以上で50分以内の完走が可能
- 「小学1～2年生3kmの部」「小学3～4年生3kmの部」「小学5～6年生3kmの部」：30分以内の完走が可能
- 「ウォーク12kmの部」：3歳以上で4時間以内の完歩が可能
  - 16歳未満での参加には保護者の承諾、「ウォーク12kmの部」への小学生未満での参加には保護者同伴での申し込みを求めている。
  - 「小学1～2年生3kmの部」「小学3～4年生3kmの部」「小学5～6年生3kmの部」「ペア5kmの部」では、上記の資格を満たしていることを条件に、車椅子利用者の参加も認めている。また、5区間制で開催される「駅伝の部」へ参加するチームには、補欠の選手を必ず1人登録することを求めている。
  - いずれの部門でも、所定の参加料を所定の期日までに大会事務局指定の口座へ振り込むことを参加の条件に定めている。ただし、金額は部門や参加特典（参加記念Tシャツ）の有無によって異なる。
    - 大会事務局へ振り込み済みの参加料については、自然災害（地震・風水害など）の発生や伝染病（新型コロナウイルス感染症など）の流行などによって中止された大会で経費の総額が参加料の総額を下回った場合に限って、振込事務手数料と中止が決まるまでの経費を参加料から差し引いた金額分を返金。参加料を振り込んだにもかかわらず参加を見合わせた場合や、参加料の過剰・重複入金が確認された場合には、参加料の返金を求められても一切応じない。

  - 参加希望者に対しては、新型コロナウイルス感染症の流行拡大を防ぐ目的で、体調管理チェックシートへの記入と大会当日の持参を条件に定めている。大会事務局では提出されたチェックシートを大会終了後1ヶ月間保管するが、当日の入場時に検温を実施するため、当日に37.5℃以上の発熱が判明した場合には入場や参加を認めない。また、検温の結果とチェックシートの内容を踏まえて参加を認めた場合にも、競技中を除いてマスクを着用することを求めている。

ちなみに、2019年の第7回大会では、以下の資格を定めていた。
- 「男子フルマラソンの部」「女子フルマラソンの部」：満18歳以上で7時間以内の完走が可能
- 「駅伝の部」（総距離36kmの6区間制で開催）：12歳以上の選手だけで構成（制限時間は4時間30分で繰り上げスタートあり）
- 「男子10kmの部」「女子10kmの部」：詳細前述
- 「ファミリー男子3kmの部」「ファミリー女子3kmの部」：親子で参加（親は20歳以上・子は小学生以下）

## 参加者総数
参加芸人の総数には、ステージ企画のみの出演者も含む。
- 第1回（2013年2月3日） - 市民ランナー13,307人、芸人110人[12]
- 第2回（2014年3月2日） - 市民ランナー14,333人、芸人167人[12]
- 第3回（2015年3月1日） - 市民ランナー12,624人、芸人217人[12]
- 第4回（2016年2月14日） - 市民ランナー13,095人、芸人239人[12]
- 第5回（2017年3月12日） - 市民ランナー12,471人、芸人223人[12]
- 第6回（2018年3月4日） - 市民ランナー14,497人、芸人221人[12]
- 第7回（2019年3月4日） - 市民ランナー12,039人、芸人243人[13]

## 主な種目
ゴールタイムは、いずれもグロスタイムで記載。開催を見合わせていた2020年・2021年分も大会の通算回数に含めているため、3年振りに再開された2022年の大会は「第10回」とみなされている。なお、「第10回」では男女とも、「フルマラソンの部」に代わって「ハーフマラソンの部」を新設。

### フルマラソン（第1回 - 第9回大会）

#### 優勝者
- 第1回（2013年） - 男子の部：平池宏至（2時間31分9秒）、女子の部：市川恵美子（3時間11秒＝総合35位）[14]
- 第2回（2014年） - 男子の部：前田洋輔（2時間30分17秒）、女子の部：前田彩子（3時間20分30秒＝総合120位）[15]
- 第3回（2015年） 
  - 一般の部・男子：三輪征司[16]（2時間35分46秒＝総合1位）、一般の部・女子：青木美沙（3時間9分5秒＝総合35位）[17]
  - タレントの部・男子：宮里やすし（2時間39分5秒＝総合2位）、タレントの部・女子：安田由紀奈（3時間31分14秒＝総合161位）[17]
- 第4回（2016年） - 男子の部：宮崎健司（2時間37分56秒）、女子の部：上野萌々子（3時間18分11秒＝総合61位）[18]
- 第5回（2017年）-  男子の部：松岡直希（2時間26分8秒）、女子の部：林和佳奈（大阪学院大学：2時間46分10秒）[19][20]
- 第6回（2018年）- 男子の部：岡本渉（2時間32分35秒）、女子の部：松浦真里奈（3時間15分47秒）[21]
- 第7回（2019年）- 男子の部：三輪征司（2時間39分45秒）、女子の部：田中吉美（3時間15分47秒）[16]
- 第9回（2021年）- 男子の部：松井一矢（2時43分31秒）、女子の部：該当者なし

### ハーフマラソン

#### 優勝者
・第9回（2021年） - 男子の部：西村倫治（1時間36分7秒） 、女子の部：中川美幸（2時間5分28秒）
・第10回（2022年） - 男子の部：山室陽平（1時間9分21秒） 、女子の部：村田さやか（1時間22分1秒）
・第11回（2023年） - 男子の部：細澤幸輝（1時間9分5秒） 、女子の部：岩根志保（1時間22分14秒）
・第12回（2024年） - 男子の部：細澤幸輝（1時間8分3秒） 、女子の部：萩谷楓（1時間10分37秒）

### 10km

#### 優勝者
- 第1回（2013年）- 男子の部：猫ひろし（33分39秒）、女子：西尾総子（40分19秒＝総合30位）[14]
- 第2回（2014年）- 男子の部：ランナーズ・がんばれゆうすけ（33分31秒）、女子の部：床呂沙紀（36分25秒＝総合5位）[15]
- 第3回（2015年）- 男子の部：石田和詳（34分42秒）、女子の部：夕永智子（44分58秒＝総合46位）[17]
- 第4回（2016年）- 男子の部：服部考志（33分0秒）、女子の部：宇治公子（39分36秒＝総合32位）[18]
- 第5回（2017年）-  男子の部：岡田将輝（31分27秒）、女子の部：藤井千裕（39分48秒）[20]
- 第6回（2018年）- 男子の部：服部考志（34分9秒）、女子の部：小田育美（39分5秒）[24]
- 第7回（2019年） - 男子の部：奥野祥（31分2秒）、女子の部：小田育美（36分9秒）[25]
- 第9回（2021年）- 男子の部：中尾海斗（38分36秒）、女子の部：西田和代（43分43秒）[25]
- 第10回（2022年） - 男子の部：小林力斗（32分21秒）[26] 、女子の部：岩根志帆（36分34秒）[27]
- 第11回（2023年） - 男子の部：小林力斗（32分18秒）[26] 、女子の部：川尻萌愛（39分35秒）[27]
- 第12回（2024年） - 男子の部：小林力斗（31分23秒）[26] 、女子の部：川尻萌愛（36分15秒）[27]

### 駅伝
2017年の第5回記念大会で、参加チーム数の上限を50組に設定したうえで、5区間制の「42,195km駅伝」としてスタート。寛平が定期的に出演している『ちちんぷいぷい』（毎日放送制作の情報番組で2021年3月12日に終了）の出演者代表（当時のレギュラーアナウンサーだった山中真・松川浩子・大吉洋平・豊崎由里絵と気象予報士の広瀬駿）や、吉本新喜劇の関係者（石田靖、水玉れっぷう隊・ケン、新名徹郎、当時「研究生」として在籍していた福本愛菜・谷川友梨）などがチームを組んで出場した。「ちちんぷいぷいチーム」の参加は寛平から豊崎への提案によるものだったが、実際には寛平の予想を上回る好タイム（3時間16分3秒）で全体の9位に入った。
第6回・第7回大会では、6区間制に変更するとともに、参加チーム数の上限を200組にまで拡大していた。総距離を36kmに短縮した第7回大会には、『報道ランナー』（関西テレビが平日の夕方に関西ローカルで放送中の報道番組）から当時のキャスター陣（関西テレビアナウンサーの竹上萌奈・坂元龍斗・大橋雄介・高橋真理恵・豊田康雄と気象予報士の片平敦）が「報道ランナーチーム」、『大阪ほんわかテレビ』（寛平がレギュラーで出演している読売テレビの情報バラエティ番組）の関係者（武田訓佳、同局アナウンサーの諸國沙代子、男女スタッフ各2人）が「大阪ほんわかテレビチーム」として出場。「ほんわかテレビチーム」は、3時間6分27秒というタイムで好走した。
5区間制に戻したうえで第7回大会（2019年）以来3年振りに開催された第10回記念大会には、「芸能界へのデビュー前（大学生時代）に箱根駅伝へ出場」や「サブテン（3時間0分00秒以内のタイム）でフルマラソンを完走」といった実績を持つ吉本興業所属の芸人から5名が「芸人最強チーム」と称して参加（1区：門野＜アーネスト＞、2区：がんばれゆうすけ、3区：エナジー西手＜十手リンジン＞、4区：十田卓＜十手リンジン＞、5区：宇野けんたろう＜げんき〜ず＞）。アンカーの宇野が「男子ハーフマラソンの部」で完走した直後の開催にもかかわらず、4区の途中からトップに立つと、宇野の力走によって1時間8分26秒というタイムで優勝した。

## 新型コロナウイルスへの感染拡大に伴う対応

### 2020年（開催を中止）
間寛平芸能生活50周年・『サンケイスポーツ』創刊65周年企画として、2月29日（土曜日）に「淀川寛平ウォーク2020」・3月1日（日曜日）に第8回大会（「淀川寛平マラソン2020」）の開催を計画。「淀川寛平マラソン2020」では、第1回から開催されてきた「男子フルマラソンの部」「女子フルマラソンの部」に代わって、「男子ハーフマラソンの部」「女子ハーフマラソンの部」をそれぞれ午前と午後に開催する予定だった。しかし、年頭から日本国内で新型コロナウイルスへの感染が拡大していることを受けて、大会事務局は2月26日に全面中止を発表。中止の発表が「淀川寛平ウォーク2020」開催予定日の3日前であったことから、参加料については大会要項に沿って申込者へ返金せず、必要経費を差し引いた全額を「チャリティー募金」に充てることで対応した。

### 2021年（「淀川寛平マラソン2021オンライン」として開催）
2020年の中止後も新型コロナウイルスへの感染拡大に歯止めが掛かっていないが、大会事務局では2021年に大会を中止せず、「淀川寛平マラソン2021オンライン」として2月27日（土曜日）から3月7日（日曜日）までの期間で開催することを2020年内に発表した。
「淀川寛平マラソン2021オンライン」では、地球一周分に相当する距離（約40,000km）を、参加者全員による走行距離データの累積によって上回ることを目標に設定。参加者には上記の期間内で走行場所・時間・回数の制限を設けない代わりに、スマートフォンにインストール済みのランニングアプリへ走行データを記録したうえで、期間内に公式サイト内の申請フォームから送信することを求めている。3月7日には、午前0時から午後2時までの走行データのオンライン申請による「タイムトライアル」を、「フルマラソン」「ハーフマラソン」「10km」「5km」の4種目で実施。いずれも参加は有料だが、従来の大会と同じく、参加料の一部を「チャリティー募金」に充てる。この募金は、東日本大震災被災地への復興支援に加えて、新型コロナウイルス対策事業への支援に活用される予定。参加者に対しては、寛平からたむらへの提案を基に、「炭火焼肉たむらのお肉が入ったカレー」（中辛味のレトルトカレー）を1名につき1箱進呈した。もっとも、参加者の総走行距離は21,103kmで、前述した目標に届かなかった。

## 運営
主催
- 吉本興業
- 産経新聞社
- サンケイスポーツ
- 国営公園淀川河川公園

後援
- 国土交通省近畿地方整備局淀川河川事務所
- 大阪府
- 大阪市
- 大阪市教育委員会
- 枚方市
- 枚方市教育委員会
- 寝屋川市
- 寝屋川市教育委員会
- 守口市
- 守口市教育委員会

特別協賛
- フジパン

協賛
- スーパースポーツゼビオ（ゼビオホールディングスの大型総合スポーツ専門店）
- プラズマ乳酸菌 iMUSE（キリンビバレッジの飲料）
- オムロン
- こてっちゃん

審判協力
- 大阪陸上競技協会